# Bort-les-Orgues

 Bort-les-Orgues  (en occitano Bòrt) es una localidad y comuna francesa, en la región de Lemosín, departamento de Corrèze, en el distrito de Ussel. Es el Chef-lieu del cantón de su nombre.
Su población en el censo de 2008 era de 3194 habitantes. Su aglomeración urbana se limita la propia comuna.
Está integrada en la Communauté de communes Bort-les-Orgues, Lanobre et Beaulieu, de la que es la mayor población.

## Demografía
| 5115 | 4937 | 5075 | 4509 | 4208 | 3535 | 3194 |
| Para los censos de 1962 a 1999 la población legal corresponde a la población sin duplicidades (Fuente: INSEE [Consultar]) |      |      |      |      |      |      |